# 川越村 (大阪府)
川越村（かわごえむら）は、大阪府北河内郡にあった村。現在の枚方市中心部の南南東一帯、天野川の両岸にあたる。

## 地理
- 河川：天野川

## 歴史
- 1889年（明治22年）4月1日 - 町村制の施行により、交野郡村野村・田宮村・山之上村・茄子作村の区域をもって発足。
- 1896年（明治29年）4月1日 - 所属郡が北河内郡に変更。
- 1938年（昭和13年）11月3日 - 枚方町・殿山町・山田村・樟葉村・蹉跎村と合併し、改めて枚方町が発足。同日川越村廃止。

## 交通

### 鉄道路線
- 信貴生駒電鉄
  - 枚方線（現・京阪交野線）
    - 星ヶ丘駅 - 村野駅

現在は旧村域に宮之阪駅が所在するが、当時は未開業。

### 道路
現在は旧村域に第二京阪道路の交野南インターチェンジが所在するが、当時は未開通。